# 神童镇
神童镇，是中华人民共和国重庆市南川区下辖的一个乡镇级行政单位。

## 行政区划
神童镇下辖以下地区：
金钟社区、车阳社区、桂花村、新桥村和富民村。
金钟社区，又名金钟村，本地人喜欢称呼“金钟”，神童镇政府就位于金钟村。其中一部分和巴南区接壤。
车阳社区，又名车阳村，本地人喜欢称呼“车阳”，位于神童镇政府东南方，与南平镇接壤，通往南平镇的必经道路。
桂花村，本地人称其为“桂花”，因桂花香而取名，位于神童镇政府东北方。
新桥村，富民村，位于肖子河两岸，位于神童镇政府西南方。两个村和石莲镇相邻。